# 李賁
李 賁（り ほん、リ・ボン、ベトナム語：Lý Bôn / 李賁）は、6世紀中頃の北ベトナムの指導者で、前李朝万春を建国した君主である。

## 生涯
5世紀前の前漢末期に王莽の政権奪取による混乱から逃れた中国人難民を遠祖とする地方貴族の家柄である。龍興県（現在のタイビン省）の人で、俚族である。当時の南朝梁の交州刺史蕭諮（鄱陽王蕭恢の子）は、苛酷な統治を行って民心が離反しており、ときに徳州監の地位にあった李賁は大同7年（541年）12月に交州の人士を集めて起兵し、蕭諮を広州に逃亡させた。大同8年（542年）春、李賁らは交州の治所である龍編（現在のバクニン省）を占領して根拠地とした。その後、南朝梁の支配下にあった交州と徳州（現在のベトナム北部）をほぼ制圧した。
大同9年（543年）4月、チャンパが李賁を攻撃したが、部下の范修が徳州でこれを撃破した。
大同10年（544年）1月、李賁は「南越帝」を称し、天徳と改元し、国号を「万春」とした。李南帝（ベトナム語: Lý Nam Đế）の称はここから生まれた。
天徳2年（545年）5月、南朝梁の交州刺史楊瞟・交州司馬陳霸先・定州刺史蕭勃らの軍隊が、前後して朱䳒県と蘇瀝江の河口に展開して、李賁を撃破した。梁軍に包囲された李賁は嘉寧城に退いた。天徳3年（546年）1月、梁軍が嘉寧城を攻め落とすと、李賁は屈獠洞の少数民族のもとに逃亡した。9月、李賁は2万人を率いて典澈湖一帯に駐屯し、戦艦を製造していたが、陳霸先の指揮する部隊からの夜襲を受け、敗走して再び屈獠洞に逃げ込んだ。
天徳5年（548年）に李賁が死去すると、兄の李天宝が残党2万人を集めて九真郡に至り、南朝梁に対する抵抗を続けた。徳州に進攻し、北上して愛州を包囲したが、陳霸先の軍の前に撃破された。
大宝元年（550年）、南朝梁が侯景の乱のために混乱すると陳霸先の軍は北上し、交州近隣に軍事的空白が生まれたため、前李朝は北ベトナムでの勢力を回復することができた。承聖4年（555年）に李天宝が病死すると、李賁の部下の趙光復と李仏子が北ベトナムを分割支配した。太建3年（571年）に趙光復が死去すると、李仏子が北ベトナムを統一して前李朝の勢力を回復した。仁寿2年（602年）、前李朝は隋の攻撃によって滅ぼされた。